# Murad Buildings
Murad Buildings — узбецька багатонаціональна девелоперська компанія, розташована в Узбекистані. Murad Buildings є одним із найбільших девелоперів нерухомості в Узбекистані, відомим завдяки NEST ONE, найвищій будівлі в Узбекистані, та іншим великим проєктам.

## Історія
Заснована у 2002 році компанія Murad Buildings розпочала свою діяльність як високотехнологічна будівельна компанія.
У 2003 році засновник Murad Buildings Мурад Назаров займався будівництвом приватних малоповерхових будинків, а у 2008 році першим кроком у розширенні та зростанні компанії Murad Buildings стало будівництво висотних будинків. У цьому ж році Murad Buildings побудувала одну з багатоповерхівок «Міленіум». Millennium Housing зіграла важливу роль у розширенні компанії та становленні одного з кращих підрядників в Узбекистані.
У 2009 році будівельна компанія Murad Buildings крім резиденцій побудує бізнес-центр під назвою «Авалон». Проєкт «Авалон» зіграв важливу роль у тому, щоб показати роботу компанії в іншому напрямку.
У 2018 році Murad Buildings підписала контракт з турецькою компанією Özgüven. Результатом проєкту Nest One буде контрактів на будівництво на 200 мільйонів доларів. Першим проєктом компанії є будівництво 51-поверхового житлового комплексу заввишки 266,5 метрів (874,34383 футів), відомого як Nest One у Ташкенті.

## Огляд
Murad Buildings — відома в Азії девелоперська компанія зі штаб-квартирою в Ташкенті, Узбекистан, і є однією з провідних компаній у своєму секторі. Компанія Murad Buildings була заснована у 2002 році в місті Ташкент з проєктами висотних будівель, готелями та інтер'єрами, офісними блоками, комерційними проєктами, великими спорудами, інфраструктурою та житловими комплексами в різних секторах будівництва.

## Нагороди

### Нагороди компанії
- Murad Buildings компанія «Кращий роботодавець — 2020»[7][8]

- Проєкт Nest One компанії Murad Buildings визнано кращим року та нагороджено Урядом Узбекистану(2022)[9]

### Нагороди проєкту
- Амір Темур — Кращий меморіальний комплекс премія Узбецької премії (2016)
- Фелічіта Ташкент — шість нагород світового рівня в галузі дизайну (2018)
- Друзі — Нагороди за найкращий розкішний розвиток Узбекистану (2018)